# هانگاچ
هانگاچ (به مجاری:  Hangács) یک شهرداری در مجارستان است که در ناحیه ادلنی واقع شده‌است. هانگاچ ۲۲٫۵۳ کیلومتر مربع مساحت و ۶۵۳ نفر جمعیت دارد.